# Infraserv Höchst
Koordinaten: 50° 5′ 41,3″ N, 8° 32′ 4,9″ O

Altes Logo

Infraserv GmbH & Co. Höchst KG (kurz: Infraserv Höchst) ist Standortbetreiber des Industriepark Höchst in Frankfurt am Main sowie weiterer Standorte und ist eines der vielen Nachfolge-Unternehmen der aufgespaltenen Hoechst AG.
Infraserv Höchst beschäftigt rund 2100 Mitarbeiter und 200 Auszubildende. Zum Konzern Infraserv Höchst-Gruppe gehören insgesamt rund 3000 Mitarbeiter und 230 Auszubildende, die durch Provadis aus- bzw. weitergebildet werden. Der Konzernumsatz betrug 2023 rund 1,2 Milliarden Euro.

## Infraserv Höchst-Gruppe
Infraserv Höchst betreibt Standorte vor allem der Chemie- und Pharmaindustrie, stellt Services und Produkte für die Unternehmen am Standort bereit, ist aber als Industriedienstleister auch außerhalb des Industrieparks tätig. Infraserv bietet Leistungen in den Bereichen Versorgung mit Energien, Entsorgungsleistungen, den Betrieb von Netzen, Standortservices, Arbeits- und Gesundheitsschutz sowie den Umweltschutz und Facility Management an sowie mit den Tochtergesellschaften auch die Leistungsfelder Logistik, Bildung und Prozesstechnik. Als Tochtergesellschaften gehören Infraserv Höchst Prozesstechnik GmbH, Infraserv Logistics GmbH, Infraserv Netze GmbH, Provadis Partner für Bildung und Beratung GmbH und Infrasite Beteiligungs GmbH sowie Thermal Conversion Compo und Industriepark Höchst GmbH und die KFT Chemieservice GmbH zu 100 % zur Infraserv Höchst-Gruppe.

## Geschichte
Die Infraserv GmbH & Co. Höchst KG ging im Jahr 1997 aus den Standortservices des ehemaligen Höchst-Stammwerks hervor. Die Unternehmensgruppe hat sich seitdem als Standortbetreiber und Industriedienstleister für die Pharma-, Chemie- und Biotech-Industrie etabliert.

## Anteilseigner
Komplementär des Unternehmens ist die Infraserv Verwaltungs-GmbH, eine Tochtergesellschaft der Celanese GmbH. Die Kommandit-Anteile liegen bei folgenden Unternehmen:
- Clariant Group (32 %)
- Sanofi-Aventis Deutschland (30 %)
- Celanese Group (31,2 %)
- Basell Polyolefine (3 %)
- Infraserv Logistics GmbH (3,8 %; Tochtergesellschaft von Infraserv Höchst)